# Hemixesma maeviaria
Hemixesma maeviaria là một loài bướm đêm trong họ Geometridae.